# 涅爾利河 (伏爾加河支流)
涅爾利河是俄羅斯的河流，位於雅羅斯拉夫爾州和特維爾州，屬於伏爾加河的右支流，河道全長112公里，流域面積3,270平方公里。
涅爾利河發源自普列謝耶沃湖，最後注入伏爾加河，河道每年11月至4月結冰。